# Maria Hellwig
Pour les articles homonymes, voir Hellwig.
Maria Hellwig, née Maria Neumaier, épouse Fischer, le 22 février 1920 à Reit im Winkl et morte le 26 novembre 2010 à Ruhpolding, est une chanteuse allemande spécialisée dans le yodel. Elle formait avec sa fille Margot le duo Maria et Margot Hellwig.